# Pseudocabima expunctrix
Pseudocabima expunctrix is een vlinder uit de familie van de snuitmotten (Pyralidae). De wetenschappelijke naam van de soort is voor het eerst geldig gepubliceerd in 1929 door Dyar & Heinrich.